# Cheng Feng
Cheng Feng (程凤S, Chéng FèngP; 21 aprile 1990) è un'ex cestista cinese.

## Carriera
Con la Cina ha disputato i Campionati mondiali del 2014 e due edizioni dei Campionati asiatici (2013, 2015).